# 温如春
温如春（1973年—），化名常丽丽（Lily Chang），女，天津市人，中国前总理温家宝之女，毕业于南京國際關係學院（現國防科技大學）和美国特拉华大学，曾在雷曼兄弟公司和瑞士信贷第一波士顿银行任职。她同时持有几家私营公司股份。2013年11月14日，《纽约时报》再曝温家宝家族丑闻，这次的对象是温如春，这篇报道是《纽约时报》驻中国记者张大卫在上海和该报两名在纽约的记者联名写的。《纽约时报》的报道所依据的消息来源是机密文件、中国的公开记录、以及与知情人士的访谈。

## 秘密受雇于摩根大通
2013年11月14日，《纽约时报》报道称美国摩根大通银行曾经秘密雇用前中国总理温家宝的女儿温如春。在《纽约时报》发表这篇报道之际，美国政府正在调查摩根大通是否雇佣中国高官子女帮助该银行赢得利润丰厚的在华业务。
报道称摩根大通从2006年至2008年期间曾向温如春掌管的企业支付了180万美元。当时温家宝担任中国总理职务，而温如春使用化名“Lily Chang”。摩根大通迄今未被指控有不当行为。摩根大通驻香港高管了解温如春的真实身份，而且看来获益于她的很多关系。摩根大通拒绝对《纽约时报》的报道发表评论。中国和美国政府也没有对该报道做出反应。这篇报道是根据一些机密文件、中国的公开记录以及对知情官员的采访撰写的。
据知跨国公司多年来经常雇佣中国的所谓“太子党”，他们可以提供从其他渠道无法得到商业机会和信息。但自从美国证券交易委员会对摩根大通展开调查以来，这种做法近来受到更密切的审视。温如春在美国特拉华大学取得企业管理硕士学位后，曾先后在几家知名银行就职，包括目前已经倒闭的全球性投资银行雷曼兄弟公司。温如春以政府批准的化名经营总部设在北京的福怡顾问有限公司，除温如春外，该公司看来仅雇用一名职员，此人是温家的多年朋友。
《纽约时报》得到的福怡公司内部文件显示，该公司的工作重点包括帮助摩根大通赢得中国国营铁路集团的业务，以及提供有关中国宏观经济政策的咨询。摩根大通表示，正在全面配合美国政府的调查。

## 中华基金会的实际控制人
注册在百慕达的信托机构，中华基金会2012年曾捐给剑桥大学370万英镑，支持研究中国发展的一个教授职位。英国《每日电讯报》引述北京人士透露，中华基金的实际控制人就是温家宝的女儿温如春(Wen Ruchun)。
剑桥大学早前曾否认中华基金与中国政府有关系，称已经审议过有关捐款，认为这是一个私人基金，与中国政府没有任何联系。
中华基金会捐款给剑桥时，要求任命彼得·诺兰（Peter Nolan）出任中国发展研究教授。他是少数能以中国人视角观察世界的西方人士之一。而他还有一个更重要的身份，即是温如春留学时的导师。

## 家庭
- 父：温家宝，前中華人民共和國总理
- 母：张培莉，中国珠宝协会副主席、中国宝玉石鉴定委员会主任、国家珠宝玉石质量监督检验中心主任。
- 哥：温云松，中国卫星通信集团董事长
- 丈夫：刘春航，曾是中国银监会的局长

## 参看
- 纽约时报报道温家宝家族财富事件
- 对温家宝的争议